# Crete, Illinois
Crete är en ort (village) i Will County, i delstaten Illinois, USA. Enligt United States Census Bureau har orten en folkmängd på 8 307 invånare (2011) och en landarea på 24,9 km².